# 波科斯诺耶市镇
波科斯诺耶市镇（俄语：Покоснинское сельское поселение）是俄罗斯联邦伊尔库茨克州布拉茨克区所属的一个市镇。其下辖有个居民点，行政中心为波科斯诺耶。据2016年统计，该市镇的人口为2996人。